# Aglutinació en porta

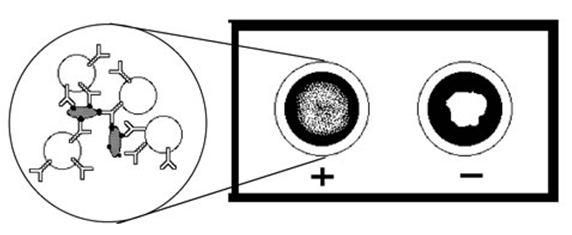
Visió macroscòpica d'un resultat positiu i negatiu en aglutinació

L'aglutinació en porta és una de les tècniques immunològiques que es poden dur a terme a partir de la clàssica aglutinació, però que es caracteritza, concretament, perquè el seu procediment s'efectua sobre làmines o porta-objectes. D'altra banda, l'aglutinació podria realitzar-se en tubs d'assaig (SAT) i en microplaques. El principi de l'aglutinació es basa en la reacció antigen-anticòs, tal com la precipitació, la neutralització i l'opsonització. Les seves característiques físic-químiques no difereixen de les característiques de la precipitació, però en el cas de l'aglutinació, els antígens no es troben en forma soluble, sinó com a partícules sobre la superfície d'una cèl·lula o d'altres estructures. A més, són coneguts amb el nom d'aglutinògens, i de manera complementària, els anticossos són coneguts amb el nom d'aglutinines. Com a resultat d'aquesta reacció, les cèl·lules formen agregats que sedimenten amb facilitat. L'aglutinació és coneguda com una tècnica immunodiagnòstica secundària, ja que és aquest efecte (l'aglutinació) qui ens permet localitzar les unions antigen-anticòs en una mostra problema. Quan té lloc l'aglutinació dels glòbuls vermells, es coneix el fenomen com a hemaglutinació.
L'aglutinació pot utilitzar-se com a assaig quantitatiu o qualitatiu:
- Test d'aglutinació qualitatiu (aglutinació ràpida): consisteix a posar en contacte antígens i anticossos i observar si té lloc aglutinació.“Test de determinació de grups sanguinis". L'aglutinació en porta es classifica dins d'aquest grup.
- Test d'aglutinació quantitatiu (aglutinació lenta): és un procediment útil per la titulació[nota 1] d'un sèrum. Consisteix a diluir el sèrum dins d'una quantitat fixa d'antígens i observar si té lloc aglutinació.

Cal tenir en compte que l'aglutinació pot no donar-se si el sèrum presenta un excés d'anticossos o si aquests són no aglutinants. Aquest fenomen es coneix com a efecte prozona.

## Història
L'aglutinació en porta va ser descoberta per Max von Grüber amb l'ajuda de Herbert Edward Durham l'any 1896. Grüber i Durhman van repetir els experiments de Richard Pfeiffer, un bacteriòleg alemany que l'any 1894 va descriure els agents que provoquen bacteriolosis (o fenòmens de Pfeiffer) i va dur a terme estudis sobre la seva acció contra el vibrió del còlera.
Els experiments que van realitzar Grüber i Durhman consistien en l'eliminació dels vibrions colèrics injectats per via intraperitoneal quan s'immunitzava activa o passivament a conillets d'índies. Gràcies a aquestes estudis se'ls va atribuir el descobriment de l'aglutinació, fet que va possibilitar el naixement del serodiagnòstic i el seu ús clínic.
Tot i així, cal destacar que l'immunòleg Jules Boret ja havia observat i mencionat aquest fet l'any 1895, però va ser Grüber qui, amb anterioritat, havia descrit aquest fenomen reconeixent, a més, la producció d'aglutinines com a procés general que involucrava una reacció immune específica.

## Unió antigen-anticòs
La unió antigen-anticòs (Ag-Ac) consisteix en una interacció reversible produïda per enllaços no covalents.
Quan els anticossos reconeixen els antígens, s'hi uneixen per mitjà d'enllaços de Van der Waals, forces hidròfobes o iòniques, en una reacció que s'anomena antigen-anticòs. En aquesta unió, que es duu a terme entre les porcions variables de les cadenes H i L de l'anticòs i els determinants antigènics, no s'estableix cap enllaç covalent entre l'antigen i l'anticòs, per això la reacció és reversible. Aquesta reacció es pot expressar de la manera següent:
```
Ag (antigen) + Ab (anticòs) ↔ AgAb (complex antigen-anticòs)
```

La reacció es desplaça cap a un costat o un altre segons les concentracions d'antígens i d'anticossos i de la intensitat de la reacció. L'afinitat d'un anticòs per un antigen està determinada per la intensitat de les interaccions que s'estableixen entre l'antigen i el determinant antigènic. La reacció antigen-anticòs és extraordinàriament específica donat que un anticòs pot reconèixer entre una multitud de determinants antigènics únicament els que li són complementaris.
Hi ha diferents tipus de reaccions antigen-anticòs:
- Precipitació
- Aglutinació
- Neutralització
- Opsonització

Les reaccions antigen-anticòs s'estudien molt més fàcilment in vitro usant preparacions d'antígens i antisèrums; aquest estudi s'anomena serologia. Poden observar-se diversos tipus de reaccions serològiques, que depenen de la naturalesa de l'antigen i de l'anticòs, i de les condicions escollides per a la reacció.

## Tipus d'aglutinació

### Aglutinació directa
Les proves d'agutinació directa detecten anticossos presents en el plasma sanguini (anticossos solubles) contra antígens cel·lulars relativament grans, com eritròcits, bacteris, fongs o virus. És a dir, són proves que permeten detectar, no en quantitat sinó en qualitat, els anticossos presents als fluids biològics com la sang o l'orina, davant la presència d'antígens de membrana de cèl·lules grans.
Un exemple d'aquest tipus d'aglutinació és la prova del rosa de Bengala, que usa una suspensió antigènica de Brucella abortus tenyit amb el colorant de rosa de Bengala amb la finalitat de detectar anticossos específics en contra aquest bacteri en el sèrum.
La metodologia és la següent: 
1. En un portaobjectes s'afegeix una quantitat determinada de sèrum problema
2. S'afegeix una gota del colorant de rosa de Bengala
3. Tot seguit, amb un bastonet es mescla el contingut
4. A continuació, es mou el portaobjectes de manera suau durant uns minuts fins a observar o no la presència d'aglutinació

Si el sèrum és positiu, apareixerà aglutinació; si és negatiu, no s'observaran canvis. Cal esmentar que antigen i anticòs han d'estar en les mateixes proporcions, ja que per exemple, si hi ha massa antigen i poc anticòs, no s'observarà aglutinació (fals negatiu).

### Aglutinació passiva o indirecta
Aquesta tècnica d'aglutinació s'utilitza per a la detecció d'antígens solubles, haptens o anticossos d'una mostra. El que caracteritza aquest tipus de tècnica és que aquestes partícules, en ser solubles, perquè es produeixi la unió antigen – anticòs han d'unir-se prèviament a altres partícules inertes que actuïn com a sostenidores. Poden ser partícules sostenidores la bentonita, partícules de làtex o els eritròcits, però ja no s'usen tant. És una prova que permet convertir una reacció de precipitació a una reacció d'aglutinació, de manera que serà més convenient per a la detecció d'anticòs.
Metodologia: 
1. Acondicionament de les partícules sostenidores par a afavorir la unió. S'utilitzen substàncies com l'àcid tànic o clorur de crom perquè formin una pel·lícula enganxosa al voltant de la partícula que actuarà com a sostenidora.
2. Ús d'agents fixadors que allarguin la vida mitjana de la unió.
3. Incubació de mostres amb les partícules i antigen o bé anticòs que es desitgi unir a elles, perquè es puguin enganxar.

Depenent del tipus de partícula que es vulgui detectar, es fa un tipus d'aglutinació passiva o un altre:
- Reaccions d'aglutinació passiva directa: S'uneix l'antigen a la partícula per veure si hi ha anticòs específic par a aquell antigen a la mostra. És el més utilitzat.
- Reaccions d'aglutinació passiva reversa: S'uneix l'anticòs a la partícula sostenidora per detectar antigen a la mostra.

## Avantatges i desavantatges en el laboratori

### Avantatges
Es tracta d'una prova ràpida, econòmica i específica per detectar antígens particulats (bacteris, virus...) o per comprovar la presència d'anticossos. A més, no requereix cap equipament per a la seva lectura, ja que els agregats es poden detectar a simple vista.
L'aglutinació és 100 vegades més sensible que la precipitació, és a dir, necessita una menor quantitat d'anticòs per donar una reacció positiva en presència d'antigen. Tot i així, és menys sensible que altres proves serològiques com els radioimmunoassaig (RIA) o els enzimoimmunoanàlisis (ELISA)
| TÈCNICA                    | SENSIBILITAT (цg anticòs/ml)   |
| -------------------------- | ------------------------------ |
| Reaccions de precipitació  | 24-160                         |
| Reaccions d'aglutinació    | 0,4 (directe) i 0,08 (passiva) |
| Radioimmunoassaig (RIA)    | 0,0008-0,008                   |
| Enzimimmunoanàlisi (ELISA) | 0,0008-0,008                   |
| Immunofluorescència        | 8                              |

#### Desavantatges
En la pràctica aquestes reaccions presenten dificultats a causa de la gran varietat de determinants antigènics que hi ha sobre les superfícies cel·lulars. Alguns d'aquests poden donar reaccions creuades. Per tant, abans que un sèrum fisiològic sigui monoespecífic en la tipificació de, per exemple, un bacteri, cal eliminar certs anticossos de reacció creuada deixant que el sèrum reaccioni amb els antígens apropiats. Aquest procés es fa mitjançant l'adsorció, és a dir, l'eliminació d'anticossos per antígens particulars.

## Aplicacions

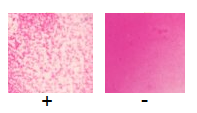
Prova del rosa de Bengala per detectar Brucel·losi

Els anticossos poden reaccionar amb un determinat antigen que estigui present, per exemple, sobre la superfície d'un bacteri o d'un eritròcit. Com que l'aglutinació que es produeix és visible macroscòpicament, permet identificar bacteris, fongs i protozous mitjançant antisèrums específics. De la mateixa manera es pot utilitzar un antigen purificat específic i demostrar la presència d'anticossos contra aquest antigen de la mostra. Ambdós mètodes es realitzen normalment en porta. Exemples:
- Detecció ràpida d'anticossos enfront a diferents Mycoplasma spp o Salmonella spp.
- Prova del rosa de Bengala per a la detecció d'anticossos davant la Brucella abortus.
- Determinació d'anticossos contra Leptospira sota microscopi de camp fosc.
- Determinació de grup sanguini.